# Estreito da Flórida

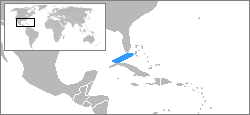
Estreito da Flórida

O estreito da Flórida é um estreito de mar que separa a Flórida de Cuba.
Localiza-se no sul-sudeste dos Estados Unidos, e é geralmente referido como sendo a separação entre o golfo do México e o oceano Atlântico, e entre as Florida Keys e Cuba. O estreito carrega a corrente da Flórida, o começo da corrente do Golfo, do golfo do México. 